# Fibulobasidium murrhardtense
Fibulobasidium murrhardtense är en svampart som beskrevs av J.P. Samp., Gadanho, M. Weiss & R. Bauer 2002. Fibulobasidium murrhardtense ingår i släktet Fibulobasidium och familjen Sirobasidiaceae.   Inga underarter finns listade i Catalogue of Life.